# 大久保朋美
大久保 朋美（おおくぼ ともみ、1990年6月23日 - ）は、日本プロ麻雀連盟に所属する女流プロ雀士。福井県あわら市出身。関西大学商学部を卒業。同団体での段位は三段（2022年9月時点）。

## 略歴
- 2013年、関西大学の在学中に日本プロ麻雀連盟のプロテストに合格、卒業後第29期生としてプロデビュー。
- 2014年、竹書房主催の「麻雀最強戦」の「最強戦ガールズ」に菅原千瑛と共に選ばれた[4]。
- 2016年4月、プロデビューから所属していた関西本部から東京本部に移籍[5]。
- 2018年12月17日稼働開始の麻雀格闘倶楽部 GRAND MASTERで、長らくの夢であったMFC新規参戦を果たす[6][7]。
  - 翌2019年3月11日-5月12日に行われた「麻雀格闘倶楽部 投票選抜戦2019」においては、プロ雀士屈指のプレー回数とTwitter、ブログやeAMUSEMENTアプリなどのSNSをフル活用した積極的な選挙活動を展開。
  - その結果、最終得票数は190万票を超え新規参戦プロ部門8人中1位、全体でも70人中11位に入る大健闘を収めた[8]。
- 愛称は「ともたん」、あるいは好きな役がタンヤオであることから「ともたんヤオ」とも呼ばれる。
- 同じ東京本部の女流プロ、早川林香と共にユニット「ともかりん」を結成し、雀荘でのゲスト活動及び麻雀格闘倶楽部参戦を行っている[9]。

## 出演

### テレビ
- 女流雀士 プロアマNo.1決定戦 てんパイクイーン（2016年 - 、テレ朝チャンネル2）シーズン4～6に出場